# إيفان يفيموفيتش جوكوف
إيفان يفيموفيتش جوكوف (بالروسية: Иван Ефимович Жуков؛ 31 ديسمبر 1934 - 10 أبريل 2021) كان ضابطًا في القوات الجوية السوفيتية. خلال الفترة التي قضاها في الخدمة وصل إلى رتبة بولكوفنيك، وهي المعادلة السوفيتية للعقيد. في عام 1982 حصل على لقب بطل الاتحاد السوفيتي.
ولد جوكوف عام 1932، وبدأ ارتباطه الطويل بالطيران أثناء دراسته في مسقط رأسه. بعد تجنيده في القوات المسلحة في عام 1953، درس وتدرب في العديد من مدارس الطيران العسكرية في البلاد. ترقى في الرتب، خدم في أفواج مقاتلة، وكطيار مدرب، وانخرط لاحقًا في التدريب وتطوير التقنيات الجديدة. في عام 1982 أثناء تحليق الطائرة ميغ بي يو 25 وقع حادث، مما جعل الطائرة لا يمكن السيطرة عليها تقريبًا. تمكن جوكوف من إنقاذ الطائرة وهبوطها، وكشف تحقيق لاحق سبب الحادث. تم تغيير تصميم ميغ 25 لمنع المزيد من الحوادث، وحصل جوكوف على لقب بطل الاتحاد السوفيتي لدوره في إنقاذ الطائرة، والمساهمة في التطورات التكنولوجية. بعد فترة من عمله كمفتش كبير تقاعد جوكوف في عام 1988، وتوفي في عام 2021. يتم الاحتفال بحياته وإنجازاته في مدينة ولادة فلاديمير.